# Paracoelichneumon rubens
Paracoelichneumon rubens är en stekelart som först beskrevs av Etienne Laurent Joseph Hippolyte Boyer de Fonscolombe 1847.  Paracoelichneumon rubens ingår i släktet Paracoelichneumon och familjen brokparasitsteklar. Arten är reproducerande i Sverige. Inga underarter finns listade i Catalogue of Life.